# کونزنی والیس

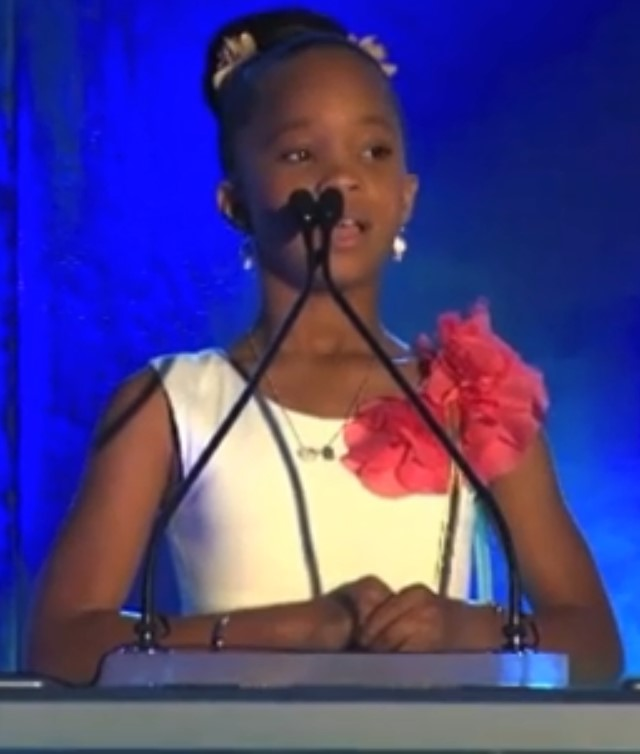
والیس در ششمین مراسم سالانه زنان سیاه پوست اسنس در هالیوود در سال 2013

کونزنی والیس (انگلیسی: Quvenzhané Wallis؛ زاده ۲۸ اوت ۲۰۰۳) هنرپیشه اهل ایالات متحده آمریکا است. وی از سال ۲۰۱۲ میلادی تاکنون مشغول فعالیت بوده‌است.
از فیلم‌هایی که وی در آن نقش داشته است، می‌توان به پدران و دختران اشاره کرد.